# Thelogorgia studeri
Thelogorgia studeri är en korallart som beskrevs av Bayer 1991. Thelogorgia studeri ingår i släktet Thelogorgia och familjen Keroeididae. Inga underarter finns listade i Catalogue of Life.